# Legión de Super-Mascotas
La Legión de Super-Mascotas es un equipo ficticio de mascotas superhéroes en el Universo DC. Los miembros originales incluían a Krypto el Superperro, Streaky el Supergato, Beppo el Super-Mono y Cometa el Super-Caballo, y más tarde se unió el extraterrestre Proty II que cambia de forma.
El equipo apareció por primera vez en Adventure Comics #293 (febrero de 1962), aunque todos los miembros excepto Cometa habían aparecido individualmente en números anteriores. El grupo fue eliminado de la continuidad principal de DC Comics en 1986, pero apareció una nueva versión en los cómics principales en 2017.
La serie cruzada DC One Million en 1998 indicó que en el siglo 853 opera una versión del equipo llamada Legión de la Justicia de Super-Zoomorfos. Una historia de seguimiento reveló que el universo del siglo 853 está protegido por muchos equipos que representan a la Legión de Super-Familiares, todos los cuales son supervisados por la Legión de Familiares Ejecutivos. No está claro si Legión de la Justicia de Super-Zoomorfos es uno de estos equipos y simplemente adoptó un nombre único o es su propia organización, similar a cómo Legión de Super-Héroes y Legión de Héroes Sustitutos son equipos similares, uno inspirado por el otro, pero operan por separado a menos que se requiera un equipo.

## Historia de la publicación
La primera historia cruzada de supermascotas se publicó en Action Comics # 277 (junio de 1961), "Battle of the Super-Pets", en la que Krypto y Streaky compitieron entre sí. La historia terminó con la aparición sorpresa de Beppo, quien había aparecido un par de años antes en Superboy.
Adventure Comics # 293 (1962) presentó a los villanos alienígenas Brain-Globe que amenazaban a Superboy y la Legión de Superhéroes. Se reclutan a Krypto, Streaky y Beppo, junto con Cometa, que hizo su debut en el mismo número. Después de que los Brain-Globes son derrotados, los miembros del equipo toman caminos separados, pero la narración del cómic prometía que la Legión de Super-Mascotas pronto volvería a unir fuerzas.
Las apariciones significativas durante la ejecución Adventure Comics de la Legión incluyen el número 322 (julio de 1964) en el que Proty II se inicia en el equipo; número 343 (abril de 1966) en el que las Super-Mascotas ayudan a la Legión a luchar contra los Luck Lords; y el número 364 (enero de 1968), "¡La Rebelión de las Super-Mascotas!"
El equipo rara vez apareció después de la Edad de Plata y fue eliminado de la continuidad por el crossover Crisis on Infinite Earths, que alteró la realidad, que se publicó entre 1985 y 1986. Krypto como un perro con superpoderes se convirtió nuevamente en un personaje recurrente en los títulos de Superman después de la historia de 2000 "Return to Krypton". Algunas de las otras Super-Mascotas aparecieron en los cómics posteriores a la crisis en diferentes formas. Las versiones tradicionales de Beppo y Cometa aparecieron en el número 6 de Krypto the Superdog, una serie de cómics de continuidad externa dirigida a lectores más jóvenes. Una nueva versión oficial de Legión de Super-Mascotas apareció en el universo principal de DC Comics en Super Sons Annual #1 en 2017.
En DC One Million # 4 (1998), hay un grupo de animales con superpoderes que viven en el siglo 853 (incluido un caballo blanco que lleva una versión del escudo S de Superman) a los que se hace referencia como veteranos de la Legión de la Justicia de Super-Zoomorphs y fueron "dirigidos por Proty One Million y Master Mind" (este último un posible descendiente del gusano villano Mister Mind). DC 1 Million 80-Page Giant #1 (1999) introdujo un grupo de animales superpoderosos en el siglo 853 llamado Legión de Super-Familiares. La historia dice específicamente que el equipo continúa con el legado de Legión de Super-Mascotas y que hay muchas legiones de este tipo en diferentes mundos, todas supervisadas por la Legión de Familiares Ejecutivos, dirigida por Krypto-9.

## Historia ficticia del grupo

### Edad de Plata
Los últimos sobrevivientes del planeta Rambat, un grupo de Brain-Globes alienígenas deciden trasladar la Tierra a su propio sistema solar y utilizarlo como un nuevo hogar. Intentan derrotar a Superboy, sabiendo que el héroe adolescente de Smallville se opondrá a su plan. Cuando fallan, convocan a sus amigos  Cosmic Boy, Lightning Lad y Saturn Girl, los fundadores del equipo de campeones adolescentes del siglo 30 llamado Legión de Super-Héroes. Rambat le ordena mentalmente al trío que lo capture. Después de que los adolescentes que viajan en el tiempo logran capturar a Superboy, Brain-Globes los libera del control mental.
Los legionarios temen actuar directamente contra los Brain-Globes, que podrían volver a subvertir su voluntad. Al darse cuenta de que Brain-Globes no puede controlar las mentes de los animales o Krypto, el perro kryptoniano de Superboy, deciden reclutar a otros animales con superpoderes del otro lado del tiempo para que los ayuden. Conociendo el futuro de Superman, reclutan a Streaky, el Supergato, Beppo el Super-Mono y  Cometa el Super-Caballo (quien sabían que sería un compañero de Supergirl, después de que ella llegara a la Tierra años después). Las mascotas derrotan a los alienígenas y Saturn Girl declara que el grupo de animales ahora será honrado como la Legión de Super-Mascotas, una rama especial de la Legión de Superhéroes. Luego devuelven a los animales a sus períodos de tiempo adecuados, sin decirle a Superboy cómo fueron derrotados los Brain-Globes, ya que no debería saber demasiado sobre su propio futuro, incluidas las personas y los animales que aún no conoce.
Durante una aventura en el siglo 30, la Legión de Superhéroes se encuentra con un proteano, una criatura "protoplásmica" nativa de un planeta en el sistema Antares. Los proteanos son simples pero tienen inteligencia, además de poderes para cambiar de forma y telepatía limitada. El legionario llamado Chameleon Boy lo adopta como mascota, nombrándolo Proty. Después de que Proty sacrifica su vida para salvar a Saturn Girl y Lightning Lad, Chameleon boy adopta a otro Protean como nueva mascota, nombrándolo Proty II (aunque muchos también lo llaman "Proty"). Cuando la Legión de Super-Héroes luego decide desafiar al villano Time Trapper, reclutan a Superboy y la Legión de Héroes Sustitutos para unirse al esfuerzo. Nerviosos por dejar su base sin vigilancia, hacen que Superboy presente la Legión de Super-Mascotas para proteger el cuartel general de la Legión. Saturn Girl usa sus poderes telepáticos para otorgar a los animales su propia telepatía limitada para que puedan comunicarse de manera efectiva entre ellos y con las personas. Proty II, dejado atrás por Chameleon Boy, pide unirse al equipo. Después de superar cuatro desafíos para demostrar que puede realizar hazañas impresionantes a pesar de que su poder principal es el cambio de forma, Proty II es oficialmente bienvenido al LSP. Gracias a la tecnología de viajes en el tiempo, puede unirse al equipo en más aventuras después.
La Legión de Super-Mascotas y su historia se eliminaron más tarde del canon de la corriente principal de DC Comics después del cruce de Crisis on Infinite Earths (1985-1985) que alteró la realidad. Los diferentes miembros animales ocasionalmente hicieron otras apariciones en diferentes historias.

### DC: Renacimiento
Un nuevo equipo de Legión de Super-Mascotas apareció en el universo Post-DC Rebirth en Super Sons Annual #1 (2017). Esta lista incluye a Krypto, Titus (el perro mascota de Damian Wayne), Streaky y Bat-Cow (una vaca con un parche en forma de murciélago sobre los ojos, presentada anteriormente en Batman Inc.), junto con dos nuevos animales que hacen su primera aparición en la historia: Flexi el Plastic Bird (un loro con los poderes de Plastic Man) y Clay Critter (una criatura parecida a Proty, posiblemente relacionada con Clayface). Otros miembros incluyen a Ch'p y B'dg (H'lvenites del Green Lantern Corps), Solovar (un gorila inteligente superpoderoso de Ciudad Gorila), Terrific Whatzit (una tortuga con los poderes de  Flash) Jumpa la Cangura (una amazónica raza de canguro que probablemente fue criada y originada en Themyscira, propiedad de Wonder Woman), Hoppy el Conejo Marvel (un conejo con los poderes del Capitán Marvel), Tawky Tawny (un tigre inteligente y amigo del Capitán Marvel), Perro Maravilla (el perro mascota de Wendy y Marvin), Rex el Perro Maravilla, junto a su hermano, Pooch (un par de hermanos pastores blancos del Cuerpo K-9 del Ejército de los EE. UU.), Ace, el Bati-sabueso (el perro de Batman originalmente propiedad de un grabador llamado John Wilker), Streak el Perro Maravilla (el perro mascota y compañero de Alan Scott), Fuzzy el Krypto Ratón (un ratón al que se le otorgaron superpoderes, similares a los de Superman, gracias a una forma inusual de Kryptonita), PB (un cerdo barrigón que puede cambiar de tamaño en escala, y otra de las mascotas de Wonder Woman), Mark y Keith (un par de conejillos de indias; Mark es el moreno que posee piroquinesis y es la mascota de Cyborg, mientras que Keith es el blanco que posee crioquinesis (luego hidroquinesis después de que Lulu (una conejilla de indias sin pelo que posee vuelo y telequinesis, y es la mascota de Mercy Graves) lo aplasta contra Mark), y es la mascota de Aquaman (en realidad, son los cuatro personajes de la película animada CGI DC League of Super-Pets).
Se revela que el grupo operó en secreto en varias misiones a lo largo de los años (lo que indica que partes de su historia de la Edad de Plata pueden ser canon una vez más), pero se disolvió después de una batalla con Dex-Starr y las hienas de Harley Quinn, Bud y Lou. La aparente desaparición de Clay Critter. Streaky evidentemente culpó a Krypto por la pérdida de su compañero de equipo. En la historia #1 de Super Sons Annual, Krypto y Titus se encuentran con el Detective Chimp después de darse cuenta de que muchos perros han desaparecido. Los dos perros se reúnen con Streaky, Bat-Cow y Flexi, y el grupo rescata a los perros secuestrados de un ladrón alienígena.

### DC One Million
El crossover DC One Million presentó a los lectores un posible futuro en el siglo 853, donde muchos sistemas solares fueron defendidos por héroes que llevaron el legado de los héroes de DC de hoy en día o eran descendientes literales, como Legión de la Justicia-A. En DC One Million # 4 (1998), aparecieron animales con superpoderes y se dijo que eran "veteranos" de la Legión de la Justicia de Super-Zoomorfos que estaban siendo conducidos a la batalla por "Proty One Million y Master Mind" (este último un posible descendiente del gusano villano Mister Mind).
El último número único DC 1 Million 80-Page Giant # 1 presentó una coalición de diferentes equipos de animales superpoderosos conocidos colectivamente como la Legión de Super-Familiares, continuando con el legado de la Legión de Super-Mascotas. Cada planeta del sistema solar de la Tierra en el siglo 853 tiene su propio equipo local de Legión ed Super-Familiares, todos los cuales están organizados y gobernados por la Legión de Familiares Ejecutivos, que incluye a Krypto-9 (descendiente del perro de Superman, Krypto), Octus el cefalópodo de la octava dimensión, el teletransportador de gusanos Wormhole y los perros solares gemelos Phaethon y Savitar. No está claro si la Legión de la Justicia de Super-Zoomorfos visto anteriormente es solo uno de los muchos equipos de Super-Familiares que usan un nombre diferente, una versión anterior del equipo o un equipo especial conectado a la Legión de Super-Familiars más grande, similar a cómo la Liga de la Justicia ocasionalmente coexiste con grupos disidentes como la Liga de la Justicia: Task Force o cómo la Legión de Héroes Sustitutos está inspirada en la Legión de Super-Héroes pero opera de forma independiente a menos que se requiera un equipo.
Krypto-9, descendiente del perro de Superman, Krypto, explica la historia del equipo en DC 1 Million 80-Page Giant #1. "Una vez que ellos fueron amos y nosotros mascotas. Ahora éramos reconocidos como socios completos y familiares designados, una antigua referencia al cómplice bestial de la bruja... Luego vino el gran renacimiento del poderoso Solaris, y su patrocinio. Legó universal telepatía en todos los animales y ayudó a organizar a los superfamiliares en legiones".

## Otras apariciones

### Televisión
- En la televisión, aparecieron en la serie animada de Krypto, el superperro.

### Película
En julio de 2018, el estudio contrató a Jared Stern para escribir y dirigir una película animada CGI basada en el equipo. En enero de 2019, DC Films anunció Super Pets con un lanzamiento programado para el 21 de mayo de 2021. Más tarde, Sam Levine fue contratado como codirector. El 22 de mayo de 2019, la fecha de lanzamiento se retrasó hasta el 20 de mayo de 2022. Se presentó un avance de 10 segundos en el evento DC FanDome en agosto de 2020. El 21 de mayo de 2021, se anunció que el actor Dwayne Johnson había sido elegido como la voz de Krypto el Superperro. Para la película, la alineación de mascotas del grupo se ha cambiado parcialmente y se ha llamado DC League of Super-Pets (2022). Los actores de voz adicionales anunciados para la película incluyen a Keanu Reeves, Kevin Hart y John Krasinski. La Liga titular consiste en Krypto, Ace, el Bati-sabueso, una cerda barrigona llamada PB con poderes de cambio de tamaño, Terrific Whatzit y Chip.

### Misceláneos
- Beppo y Cometa aparecen en el número 6 de la serie de historietas Krypto the Superdog.
- La Legión fue parodiada en el episodio Tubba-Bubba's Now Hubba-Hubba de Robot Chicken. Cometa, Streaky, Krypto y Beppo aparecen junto a "Hissy la Super-Serpiente". Superman regresa a la Fortaleza de la Soledad después de un mes en el espacio, encontrando a las mascotas congeladas porque la chica que tenía que cuidarlas pensó que debía hacerlo el mes siguiente.
- Otra versión de las Super-Mascotas apareció en DC Super Friends 14. l grupo consistía en Krypto, Streaky, Beppo, Ace el Bati-sabueso, Topo (el pulpo compañero de Aquaman), y Jumpa (el canguro de las Amazonas). El grupo es liderado por Ch'p, la ardilla Linterna Verde. Hacia el final, Flash consigue su propia mascota: una tortuga.
- Beppo, Streaky y Krypto también aparecieron en el corto del 75.º aniversario de Superman que fue estrenado en la New York Comic Con del año 2013 y fue incluido en el DVD y Blu Ray de la película El hombre de acero.